# Lyudmila Zhivkova
Lyudmila Todorova Zhivkova (en búlgaro: Людмила Тодорова Живкова; Govedartsi, 26 de julio de 1942 - Sofía, 21 de julio de 1981), fue una alto cargo del Partido Comunista de Bulgaria, además de miembro del Politburó. Era hija del dictador comunista búlgaro Todor Zhivkov, y conocida por su controvertida figura dentro del antiguo bloque socialista.

## Biografía
Lyudmila Zhivkova nace el 26 de julio de 1942 en Govedartsi, un pueblo a 73 km de Sofía. Zhivkova crece en un ambiente aislado, característico de los hijos de los altos cargos del Partido Comunista Búlgaro. Su padre, Todor Zhivkov, fue ganando poder en el ámbito político del país debido a su astucia y al apoyo de Nikita Jrushchov, primer secretario del Partido Comunista de la Unión Soviética.
Acomplejado por su escasa cultura, Zhivkov toma la decisión de proporcionar a su hija una educación de élite. Por este motivo, Lyudmila estudia Historia en la Universidad de Sofía y completa su formación en Moscú con Historia del arte.
Durante la década de los 60, Zhivkova contrae matrimonio con el ingeniero Lyubomir Stoychev. En 1965 nace su primera hija, Evgenya. Tres años más tarde, la pareja pone fin a su matrimonio exiliando a Lyubomir Stoychev a Viena. Además, el ex marido de Lyudmila pierde el derecho de ver a su hija, Evgenya, que se queda únicamente con el apellido de su madre, es decir, “Zhivkova”.
En 1971 nace el segundo hijo de Lyudmila, Todor, fruto de su amor con el periodista Ivan Slavkov.

### Cargo público
En 1979, Zhivkova se convierte en miembro de Politburó. Su acelerado ascenso causó una mala impresión entre los círculos socialistas búlgaros dañando la autoridad de su padre. Asimismo, la extravagante personalidad de Zhivkova y sus puntos de vista ideológicos poco fieles al régimen contribuyen al debilitamiento de la figura del dictador. 
Como ministra de Cultura, Zhivkova se propone promover la cultura y el patrimonio histórico búlgaros en el extranjero. El comité, liderado por Zhivkova, presentó la exposición de “Arte y cultura tracias en tierras búlgaras” en 25 países de todo el mundo. 
Por iniciativa de Lyudmila Zhivkova, Bulgaria es visitada por destacados artistas, escritores y compositores de todo el mundo. Debido a la intervención de “la princesa del comunismo búlgaro”, se conservó el Palacio Real de Sofía.

### Vida personal
El 12 de noviembre de 1973, Zhivkova sufre un grave accidente de coche. Tras su ingreso en el Hospital de Pirogov, Lyudmila continúa con el tratamiento durante mucho tiempo en su hogar. Cabe destacar que el accidente tiene un gran impacto en su salud mental. Además, es a raíz de dicho percance que Lyudmila empieza a interesarse por la cultura hindú y, especialmente, por el yoga y el vegetarianismo. Así, “la princesa del comunismo búlgaro” establece conexiones con la familia Roerich. Es conocido que a menudo se reunía con la vidente Baba Vanga.

### Muerte
A principios del 1981, Lyudmila Zhivkova sufre depresión abandonando su puesto de trabajo. Varios testimonios afirman que dicho trastorno se debe a las revelaciones sobre corrupción en la Oficina de Patrimonio Cultural, liderada por la hija de Zhivkov. Preocupado por su estado, Todor Zhivkov pasó 30 días con su primogénita en la residencia de Borovets.
Es el 21 de julio de ese mismo año que Lyudmila Zhivkova es encontrada sin vida en el baño de su casa en Sofía. Según la versión oficial, la causa de la muerte de Zhivkova fue una hemorragia cerebral provocada por un tumor. No obstante, la repentina muerte de la hija del líder socialista dio lugar a muchas teorías e hipótesis. Tras varios años, es el mismo Todor Zhivkov quien en sus memorias no descarta una “intervención externa” en la muerte de su hija. 
El periodista ruso Arkady Vaksberg confirmó que Lyudmila Zhivkova pudo haber sido envenenada por los servicios secretos soviéticos, haciendo hincapié en la desconfianza con la que el gobierno soviético la veía, pues esta podía suceder a su padre en el régimen y alejar a Bulgaria (por aquel entonces uno de los países más fieles a la Unión Soviética) de la órbita socialista. Según otra hipótesis, Zhivkova se podía haber suicidado debido a la presión que recibía del Kremlin.

## Legado
El legado de Lyudmila Zhivkova es un tema que divide la actual sociedad búlgara. Algunos defienden la idea de que ella fue la precursora de la libertad, entre otras cosas por el simple hecho de ser una mujer en la escena pública de Bulgaria, predominantemente dominada por los hombres. 
Hay que destacar que el funeral de Zhivkova fue el más concurrido de la historia de Bulgaria con aproximadamente 100.000 asistentes, según las cifras oficiales. No es de extrañar tal afecto por parte de la sociedad búlgara, pues para muchos Zhivkova fue la cara simpática y amable de un régimen totalitario y represivo.

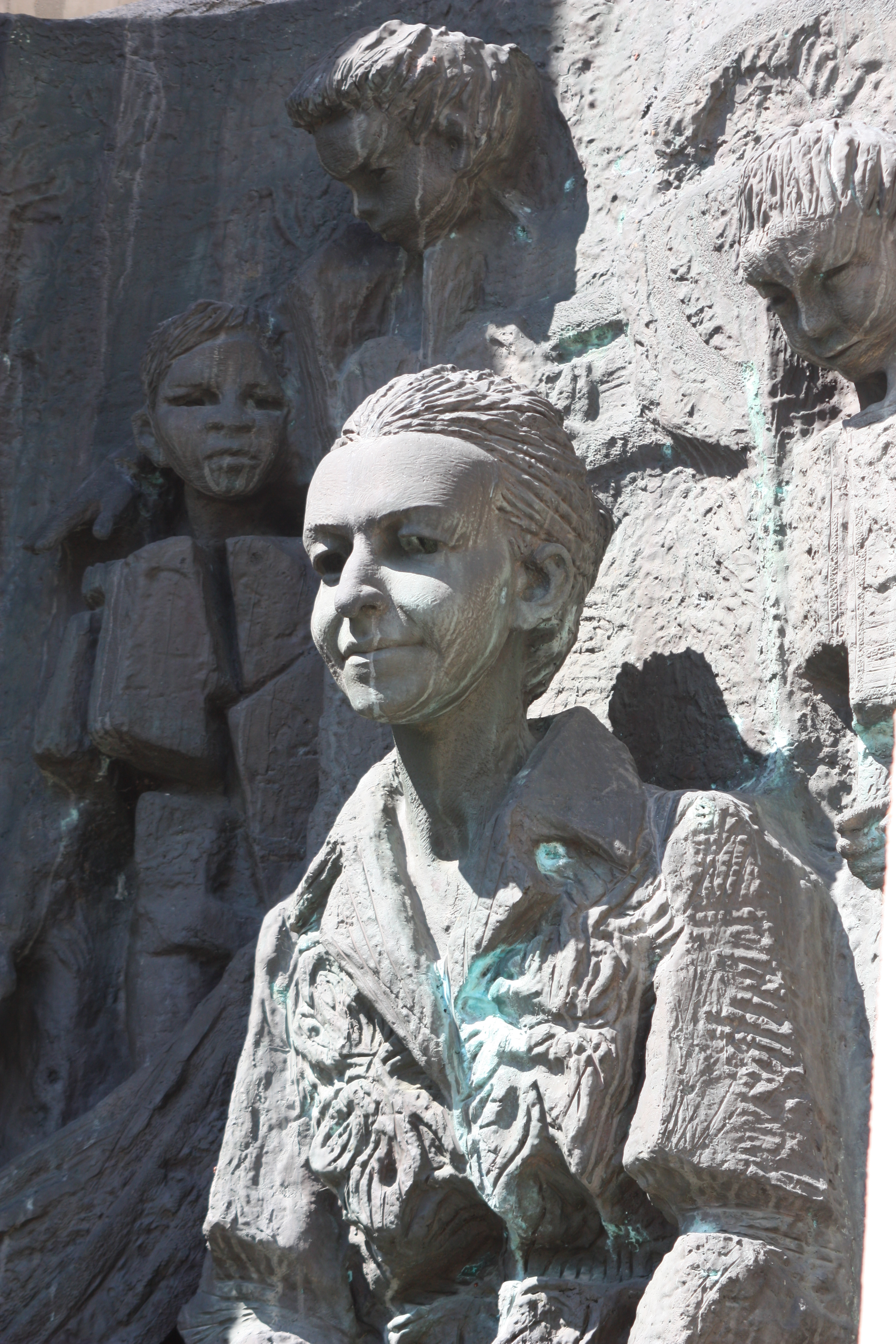
Escultura de Zhivkova en Sofía

## Premios
- Orden de las Pléyades (Irán, 21 de noviembre de 1971)

- Orden al Mérito de la República de Austria (23 de diciembre de 1976)

- Orden Mexicana del Águila Azteca (25 de mayo de 1978)